# Weingut Zehnthof Luckert
Das Weingut Zehnthof Luckert ist ein mehrfach prämiertes Weingut im Weinbaugebiet Franken. Es befindet sich im Altort von Sulzfeld am Main im unterfränkischen Landkreis Kitzingen. Daneben betreibt das Weingut in den Räumlichkeiten des ehemaligen fürstbischöflichen Kellereihauses in Sulzfeld ein Gasthaus.

## Geschichte

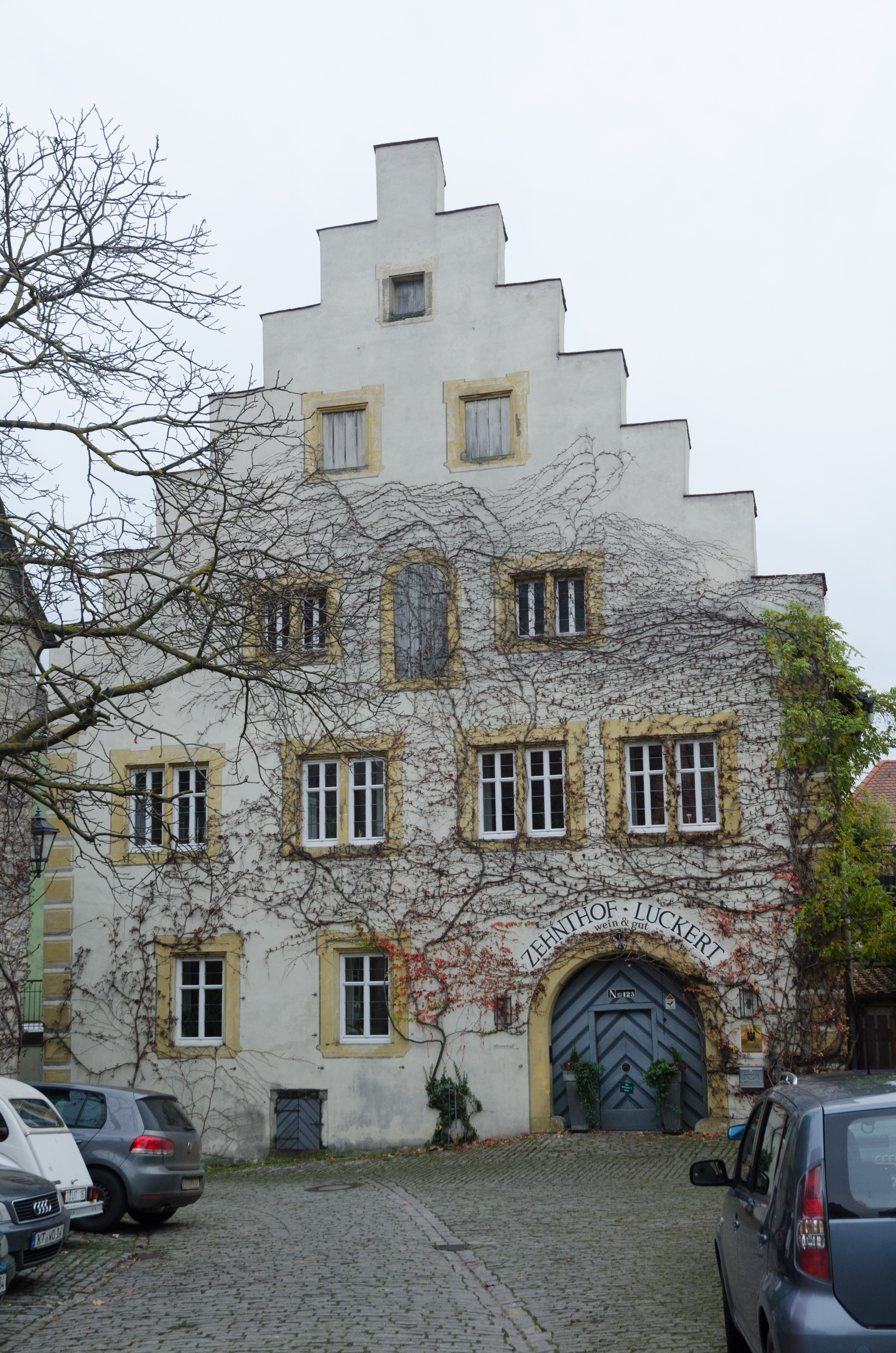
Das Kellereihaus in Sulzfeld am Main

Das Weingut Zehnthof Luckert entstand in der heutigen Form bereits in der unmittelbaren Nachkriegszeit. Damals betrieb die Familie Luckert, Theo und Luitgard Luckert, noch Weinbau im Nebenerwerb. Es gelang aber schon 1955 Teil des Verbandes Deutscher Prädikatsweingüter (VDP) zu werden. Anfang der 1960er Jahre gelang es, den Betrieb zu einem Vollerwerbsweingut umzustellen. Wurden zunächst noch vor allem Fassweine hergestellt, begann nun auch die Umstellung auf Flaschenweinen.
Mit dem 1975 erfolgten Umzug des Betriebes in die ehemalige Kellerei im Ortskern von Sulzfeld begann die Geschichte des betriebseigenen Gasthauses, das in den 1980er Jahren nach erfolgter Renovierung eröffnet werden konnte. Das Weingut begann ab 2007 den Anbau auf ökologische Landwirtschaft umzustellen. Als Inhaber des Weinguts fungiert heute Ulrich Luckert, der im Fürstlich Castell’schen Domänenamt ausgebildet wurde. Daneben wurden auch die Söhne Wolfgang und Philipp Luckert Teil des Familienbetriebes.

## Weine und Lagen
Der Aufstieg des Weinbaus gelang in den 1960er Jahren auch mit dem Anbau des damals seltenen Weißen Burgunders. Heute (2022) baut das Weingut seinen Wein auf einer Rebfläche von 16,70 Hektar an. Es vermarktet die typischen Sorten des fränkischen Weinbaus: 50 % Silvaner, 15 % Riesling, 15 % Weißburgunder, daneben werden auch Müller-Thurgau, Spät- und Frühburgunder, Muskateller und Sauvignon Blanc. Die Weinberge liegen in der Gemarkung von Sulzfeld am Main, die ältesten Weinberge wurden in den 1870er Jahren angelegt. Das Weingut ist EU-ökozertifiziert. Folgende Lagen werden bebaut:
- Sulzfelder Maustal
- Sulzfelder Sonnenberg

Daneben wachsen die Reben des Weinguts auch auf dem sogenannten Berg I, der nicht als eigenständige Lage geführt wird.

## Auszeichnungen (Auswahl)
- Eichelmann 2019 5 Sterne
- Gault-Millau 2018 4 ½ Trauben
- Vinum Weinguide 2017 4 Sterne